# Domenico Farini

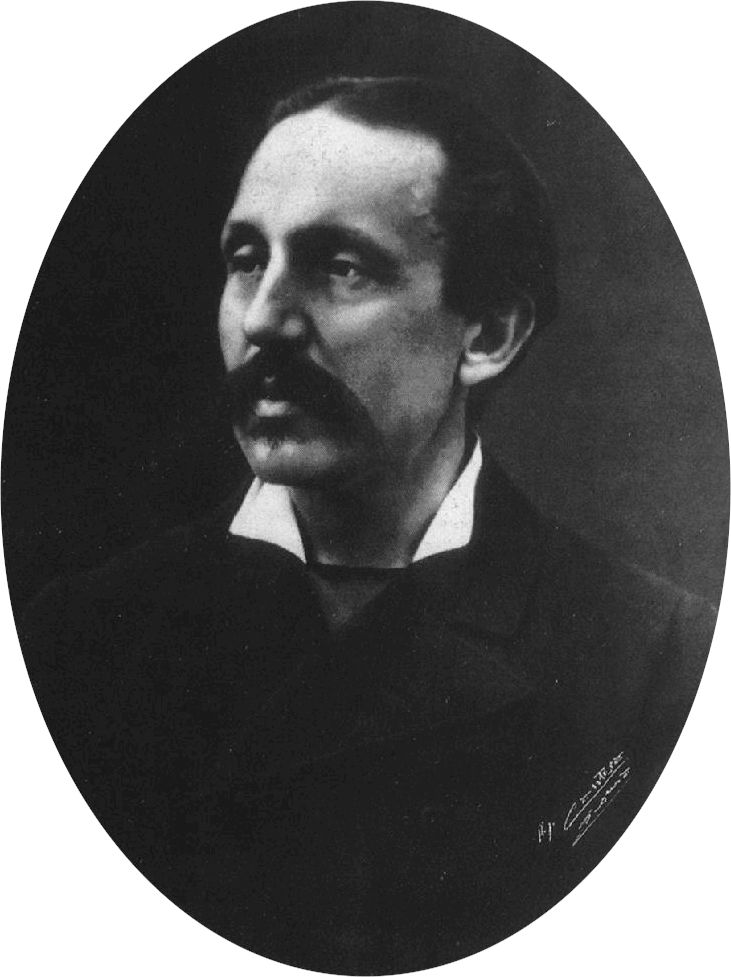
Domenico Farini

Domenico Farini, född 2 juli 1834 i Montescudo, död 18 januari 1900 i Rom, var en italiensk politiker. Han var son till Luigi Carlo Farini.
Farini var ursprungligen ingenjörsofficer, var medlem av deputeradekammaren 1864-1886 representerande den moderata vänstern och med mindre avbrott kammarens president 1878-1884. 1886-1898 var Farini medlem av senaten och dess president 1887-1898. Han avslog flera anbud om ministerposter, bland annat premiärministerposten 1880.